# Trudno mi się przyznać
Trudno mi się przyznać – singel Ani Dąbrowskiej z 2006 roku.

## Informacje ogólne
Był to pierwszy singel promujący płytę Kilka historii na ten sam temat. Tekst utworu napisała sama Ania Dąbrowska. Singel stał się jednym z największych przebojów wokalistki. Piosenka została nominowana dwukrotnie do Fryderyka, w kategoriach Piosenka Roku i Produkcja Muzyczna Roku, ostatecznie zdobywając wyróżnienie w pierwszej.

## Teledysk
Autorami teledysku do piosenki są Kama Czudowska i Miguel Nieto. Wideoklip zdobył Fryderyka w kategorii Teledysk Roku.

## Pozycje na listach
| Lista                              | Pozycja |
| ---------------------------------- | ------- |
| Lista przebojów Programu Trzeciego | 8       |
| Szczecińska Lista Przebojów        | 1       |
| Poplista                           | 2       |
| Codzienna Lista Przebojów          | 2       |
| RDN Małopolska                     | 1       |
| Hit FM                             | 4       |